# Onychoplax limbatella
Onychoplax limbatella är en bäcksländeart som beskrevs av František Klapálek 1916. Onychoplax limbatella ingår i släktet Onychoplax och familjen jättebäcksländor. Inga underarter finns listade i Catalogue of Life.